# Henotesia mayottensis
Henotesia mayottensis är en fjärilsart som beskrevs av Charles Oberthür 1916. Henotesia mayottensis ingår i släktet Henotesia och familjen praktfjärilar. Inga underarter finns listade i Catalogue of Life.